# Fadi Merza
Fadi Merza (* 8. März 1978 in Derbassiah, Syrien) ist ein ehemaliger syrisch-österreichischer Thaiboxer und mehrfacher Weltmeister. Er kämpfte im Mittelgewicht. Sein Spitzname lautete „The Beast“ („Das Biest“).

## Leben und Karriere

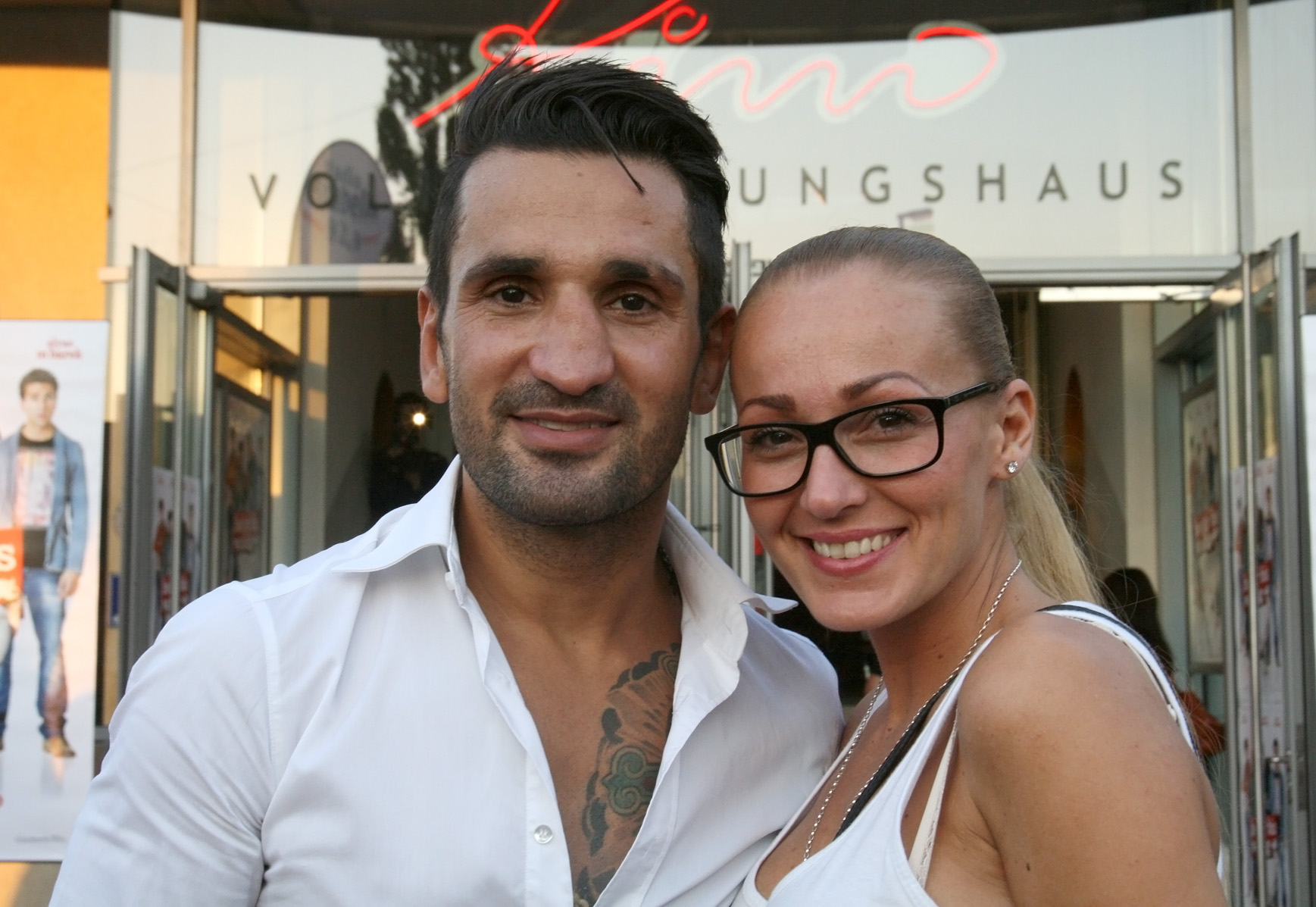
Fadi Merza mit Ehefrau Ines (2012)

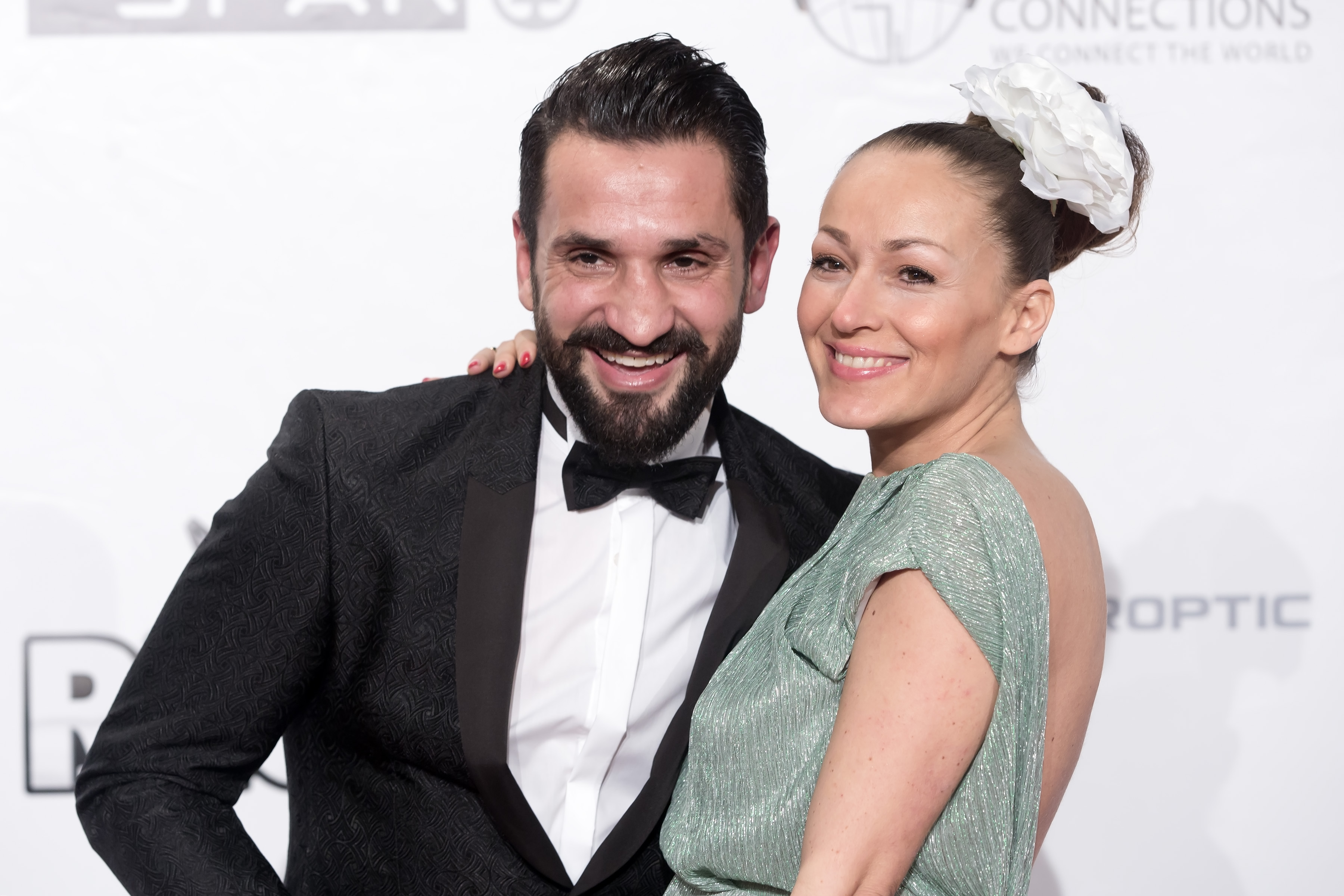
Fadi und Ines Merza beim Wiener Filmball 2015

Fadi Merza wurde am 8. März 1978 im syrischen Dorf Derbassiah als Sohn einer assyrischen Familie, die sich zum syrischen Christentum zählt, geboren. Seine Eltern kamen Ende der 1980er Jahre als Gastarbeiter in die österreichische Bundeshauptstadt Wien, wohin sie einige Zeit später auch ihre in Syrien zurückgebliebenen Kinder nachholten. Im Alter von zehn Jahren wanderte Fadi Merza somit ebenfalls nach Wien aus, wo die Familie in Ottakring lebte, er binnen sechs Monate die deutsche Sprache lernte und Anfang der 1990er Jahre vielmehr hobbymäßig mit dem Kickboxen begann. Da die Familie in Österreich in bescheidenen Verhältnissen lebte und das Geld für den Mitgliedsbeitrag bei einem Kampfsportklub nicht zur Verfügung stand, brachte er sich das Kickboxen in Eigenstudium, unter anderem durch das Ansehen von Filmen mit Jean-Claude Van Damme, bei.
Nachdem er ab dem Jahr 1994 und einem Alter von 16 Jahren ernsthafter trainierte, stellten sich bald erste Erfolge des sich zu diesem Zeitpunkt in einer Ausbildung als Schlosser befindenden Merzas ein. Bei seinem ersten Thaiboxkampf als 16-Jähriger zog er sich seinen ersten von, im Laufe seiner Karriere, drei Nasenbeinbrüchen zu, die sein Erscheinungsbild prägten. In der Anfangszeit noch als Kickboxer auf Amateurniveau, wechselte er schließlich zum Thaiboxen und konnte dort am 15. November 1997 im Alter von 18 Jahren seinen ersten großen Titelgewinn feiern, den Gewinn der WPKL Junior World Super Welterweight Championship, einem Juniorentitel der World Professional Kickbox League (WPKL). Bereits ein Jahr zuvor soll er in der marokkanischen Hauptstadt Rabat seinen ersten Profikampf, eine Niederlage gegen Abdel Bchiri, bestritten haben. Sein richtiger Durchbruch begann jedoch erst Anfang der 2000er Jahr mit dem Gewinn diverser Weltmeistertitel von ebenfalls verschiedenen Verbänden.
So erkämpfte er sich im Jahr 2000 in seiner neuen Heimat Wien den WPKC Muay Thai World Middleweight Title, ein Weltmeistertitel des World Professional Kickboxing Council (WPKC). Im Mai des Folgejahres gewann er nach einem TKO über den Engländer Eugene Valerio den Thaiboxing European Middleweight Title der World Karate and Kickboxing Association (WKA), einer der ältesten und größten Verbände. Fast genau ein Jahr später kämpfte er gegen den Marokkaner Mohammed Ouali um den Erhalt des vakanten WKA Thaiboxing World Middleweight Title, verlor dort jedoch nach einer Split Decision. Im Anschluss wurde er vom österreichischen Geschäftsmann, Unternehmer und Trainer Marcus Bauer unter Vertrag genommen, der im Jahre 1998 einen eigenen Verein gegründet hatte und 2003 die Thai & Kickbox SuperLeague gründete. Nachdem seine Firma bereits im Jahr 2002 mit zwei Stunden Live-Übertragung der Vienna Fight Night, an der auch Merza teilnahm und dabei sieglos gegen Ouali blieb, auf DSF beteiligt war, kam Fadi Merza in den nachfolgenden Jahr beinahe ausschließlich in der SuperLeague zum Einsatz.
Der gebürtige Syrer wurde daraufhin ab dem Beginn der SuperLeague im Mai 2003 eingesetzt und startete mit Siegen über die Japaner Takahiko Shimizu und Akeomi Nitta erfolgreich in das Jahr, ehe er bei der SuperLeague-Austragung in den Niederlanden dem Filipino-Dänen Ole Laursen unterlag. Kurz darauf betritt der bei der Vienna Fight Night einen Titelkampf um den Erhalt des IKBO World Middleweight Title gegen den Marokkaner Kamal El Amrani, den er jedoch knapp nach Punkten verlor. Nach einigen weiteren Kämpfen, von denen er die Mehrheit jedoch verlor, darunter auch einen Kampf um den WFCA Thaiboxing World Middleweight Title der World Full Contact Association (WFCA), kämpfte er sich ab Mai 2005 unter die Top 3 der europaweit agierenden SuperLeague. Dabei kam er in einem Zeitraum von Mai 2005 bis Januar 2006 auf eine Bilanz von fünf Siegen, denen nur eine Niederlage, ausgerechnet gegen Kamal El Amrani, gegenüberstand.
Nach einer weiteren Niederlage gegen den Türken Şahin Yakut bei der SuperLeague Apocalypse 2006 in der französischen Hauptstadt Paris unterlag er auch im nachfolgenden Titelkampf um den Erhalt des SuperLeague Middleweight Title bei der SuperLeague Elimination 2006 im Mai 2006 in Wien. In den darauffolgenden Jahren, dabei vor allem in einem zweieinhalbjährigen Zeitraum von März 2007 bis September 2009, avancierte der syrisch-österreichische Kampfsportler zu einem der erfolgreichsten Kämpfer, der in dieser Zeit zahlreiche Siege feierte und zumeist nur knappe Niederlagen einstecken musste. Im Dezember 2009 nahm er auch erstmals am Kings Cup, dem weltweit bedeutendsten Muay-Thai-Turnier zu Ehren des thailändischen Königs Bhumibol Adulyadej, der vom World Muaythai Council (WMC) organisiert wird, teil. Nachdem er sich im September 2009 nach einem Erstrunden-KO gegen den Türken Ümüt Demirörüs im Semifinale des Qualifikationsturniers in Arosa in der Schweiz durchgesetzt hatte, bezwang er im Finale den Franzosen Rico Recineu ebenfalls mit einem KO in der ersten Runde und schaffte somit die Qualifikation zum weltweit bedeutendsten Muay-Thai-Turnier mit Schauplatz in Bangkok. Bei der anschließenden Endrunde gewann er den Viertelfinalskampf gegen den Deutschen Enriko Kehl nach Punkten, schied daraufhin jedoch aufgrund eines Risses des Trommelfells vom restlichen Turnier aus und musste daraufhin einige Wochen pausieren.
Etwa zwei Monate später konnte er bei einem Kampf um den ISKA Oriental World Light Middleweight Title der International Sport Karate Association (ISKA) als Sieger über den Italiener Luca D’Isanto hervorgehen. Im durchwachsenen Jahr 2010 feierte er Fadi Merza diverse Siege, stieg jedoch vor allem zu Beginn des Jahres mehrmals auch als Verlierer aus dem Ring. Ab August 2010 etablierte sich Merza wieder als Sieger und bezwang bei der Stekos Fight Night in München den Deutsch-Libanesen Bachir Maroun im Titelkampf um den World Super Welterweight Title der WKA basierend auf den K-1-Regeln. Nach diversen weiteren Siegen bis zum Jahresende bestritt er Anfang des Jahres 2011 einen weiteren Titelkampf; diesmal gegen den Schweden Joakim Karlsson um den Erhalt des World Middleweight Title der WKA basierend auf den K-1-Regeln. Den Kampf gewann er nach fünf absolvierten Runden nach Punkten und konnte den Titel in weiterer Folge sechs Kämpfe lang verteidigen. Nach weiteren Siegen über Michal Halada aus Tschechien und Ogün Sesli aus der Türkei begann für den gebürtigen Syrer eine weniger erfolgreiche und von vielen Niederlagen begleitete Zeit, die von etwa ein Jahr, von April 2011 bis April 2012, dauerte.
Während dieser Zeit verlor er den Kampf um den WIPU „King of the Ring“ K-1 Rules Super Middleweight World Title, der von der World independent Promoters Union (WIPU) organisiert wird, gegen den türkisch-niederländischen Kampfsportler Ali Gunyar und verlor zudem seinen ISKA Oriental World Light Middleweight Title in einem Kampf gegen den Japaner Yoshihiro Satō. In diesem Zeitraum gelang ihm nachweislich auch nur ein Sieg, dieser bei einem Kampf der Premium Fight Night in Wien, als er den Türken Imre Gyrmati mit einem Erstrunden-KO bezwang. In der Zeit danach konnte er seinen WKA K-1 Rules World Middleweight Title, wie bereits erwähnt, sechs Mal verteidigen. Bei einer Titelverteidigung, einem Sieg nach technischem KO in der zweiten Runde gegen den Bosnier Darko Delić, konnte er im Multiversum Schwechat auch noch den OPBU K-1 Rules World Middleweight Title, einen Weltmeistertitel der Oriental Pro Boxing Union (OPBU), erkämpfen. Nach weiteren Titelverteidigungen musste der seit knapp zweieinhalb Jahren amtierende Weltmeister seinen Titel im Kampf gegen Fernando Calzetta aus Italien bei einem weiteren Kampf im Multiversum Schwechat am 4. Mai 2013 abgeben. In weiterer Folge absolvierte er 2014 noch einige Profikämpfe, zog sich jedoch weitgehend vom aktiven Kampfsport zurück. Mit einem technischen KO in der ersten Runde über den Italiener Gianfranco Capurso bei der Final Fight Championship am 6. Dezember 2014 beendete er mittlerweile 36-jährig seine offizielle Karriere als Profisportler.

## Sonstiges

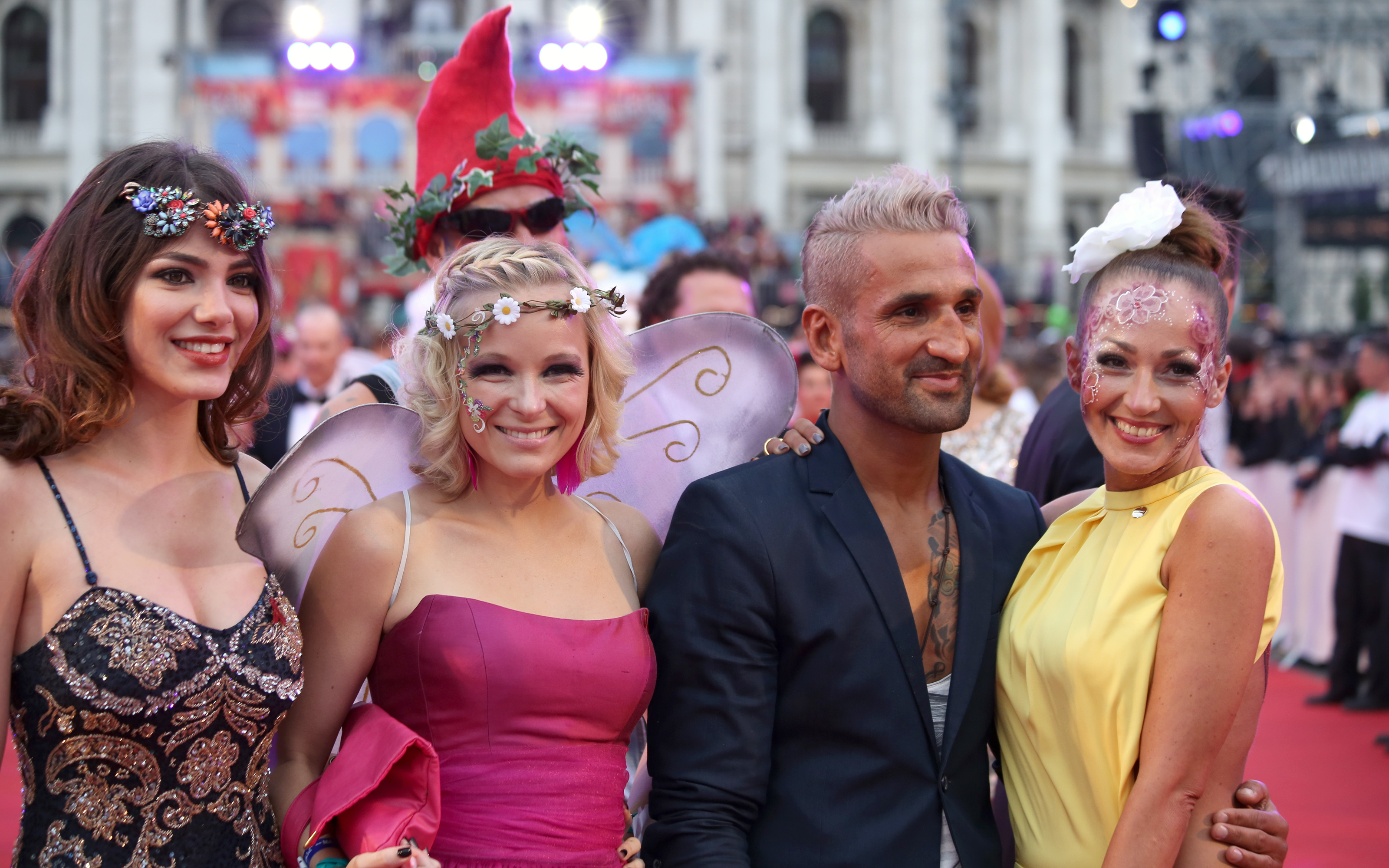
Fadi und Ines Merza (rechts) beim Life Ball 2014

2011 nahm er als einziger deutschsprachiger Athlet an der singapurischen Reality-Fernsehserie The Challenger Muay Thai teil, aus der er jedoch bereits nach der zweiten Episode schied. Im gleichen Jahr wurde der mehrfache Europa- und Weltmeister im Rahmen der Una Notte Sportiva, einer Sportgala in der Wiener Hofburg, geehrt.
Im Jahre 2012 heiratete Merza seine langjährige Freundin Ines, mit der er seit 2001 in einer Beziehung ist und mit der er vor allem seit 2011 regelmäßig bei Society-Events und ähnlichen Veranstaltungen in Erscheinung tritt. Im Oktober 2014 vermeldete das Paar, dass sie im nachfolgenden Frühjahr Eltern werden würden. Am 19. Mai 2015 kam daraufhin der gemeinsame Sohn mit dem Namen Michel zur Welt.
Während der Flüchtlingskrise in Europa ab 2015 und bereits in den Monaten davor trat Merza als Dolmetscher beim Flüchtlingslager Traiskirchen in Erscheinung und unterstützte die dortigen Flüchtlinge auch mit Sachspenden. Bereits davor trat er ab 2005 als Arabisch-Deutsch-Übersetzer für das österreichische Innenministerium in Asylangelegenheiten und Polizeisachen in Erscheinung.
Im Herbst 2015 brachte Fadi Merza seine eigene Nahrungsergänzungslinie mit dem Namen Team Merza Nutrition auf den Markt.
In der 10. Staffel der österreichischen Tanzshow Dancing Stars trat Merza ab März 2016 als Tanzpartner von Cornelia Kreuter in Erscheinung, nachdem er offiziell am 20. November 2015 in der ORF-Fernsehshow Great Moments – 60 Jahre Fernsehen vorgestellt wurde. Am 1. April schied er mit Cornelia Kreuter in der fünften Episode aus.

## Kampfbilanz
155 Kämpfe; 127 Siegen (53 (T)KOs) stehen 26 Niederlagen gegenüber (4 (T)KOs), bei nur zwei Unentschieden. Während der meisten seiner Kämpfe hat Fadi Merza am linken Arm ein Band getragen, das von Mönchen in Thailand geweiht wurde und damit zu seinem Glücksbringer geworden ist.

## Titel und Erfolge
- 1997: WPKL Junior World Super Welterweight Championship
- 2000: WPKC Muay Thai World Middleweight Title
- 2001: WKA Thaiboxing European Middleweight Title
- 2009: WMC Kings Cup Challenge Tournament Champion
- 2009: Teilnahme am Kings Cup
- 2010: ISKA Oriental World Light Middleweight Title
- 2010: WKA K-1 Rules World Super Welterweight Title
- 2011: WKA K-1 Rules World Middleweight Title
- 2012: OPBU K-1 Rules World Middleweight Title